# Mondialito
Pour plus de détails, voir Fiche technique et Distribution.
Mondialito est un film franco-suisse réalisé par Nicolas Wadimoff et sorti en 2000.

## Fiche technique
- Titre : Mondialito
- Réalisation : Nicolas Wadimoff
- Scénario : Nicolas Wadimoff et Moussa Maaskri
- Photographie : Thomas Hardmeier
- Décors : Ivan Niclass et Hervé Simon
- Costumes : Sophie Desbordes et Michèle Paldacci
- Son : Grégory Lacroix et Bernard Aubouy
- Montage : Bruno Saparelli
- Musique : Bill Laswell
- Sociétés de production : ADR Productions - Caravane Production - Télévision suisse romande
- Pays d'origine :  France -  Suisse
- Durée : 100 minutes
- Dates de sortie : 
  - Canada : 30 août 2000[1]
  - Suisse : 12 septembre 2000[2]
  - France : 3 janvier 2001

## Distribution
- Moussa Maaskri : Georges, Ahmed
- Antoine Maulini : Abdou
- Emma de Caunes : Louisa
- Anton Kouznetsov : Oleg